# Union des zemtsy et des constitutionnalistes
L'Union des zemtsy et des constitutionnalistes (en russe : Союз земцев-конституционалистов) est une organisation politique russe illégale, de personnalités de gauche du mouvement libéral Zemstvo (ru).
L'Union des zemtsy et des constitutionnalistes a été créée à Moscou à l'initiative de Piotr Dolgoroukov et de son frère jumeau Pavel Dolgoroukov ainsi que de Dmitri Chakhovskoï (ru). Lors du premier congrès du 8 novembre 1903, à Moscou, plus de 30 délégués originaires de 20 provinces étaient présents. Les participants se sont prononcés pour l'instauration d'une monarchie constitutionnelle. Le but de l'organisation était de préparer un appel au Tsar accompagné d'une pétition pour l'introduction d'une nouvelle constitution.
En 1905, en s'alliant avec l'Union de la Libération (ru), ils créent ensemble le Parti constitutionnel démocratique (Cadets ou KD).

## Sources
- Mouvements libéraux en Russie (Либеральное движение в России), 1902–1905.: Documents et matériaux (Документы и материалы.) — Moscou.: [РОССПЭН], 2001.
- I Ogonovskaïa (Огоновская И. С.), Histoire de la Russie: allocation universelle pour les étudiants  ( История России: Универсальное пособие для школьников и абитуриентов), Eketerinbourg (Екатеринбург), У-Фактория,‎ 2004, 939 p.